# ماكس بوتشر
ماكس بوتشر (بالإنجليزية: Max Butcher) هو لاعب كرة قاعدة أمريكي، ولد في 21 سبتمبر 1910 في هولدن في الولايات المتحدة، وتوفي في 15 سبتمبر 1957 في مان في الولايات المتحدة.

## وصلات خارجية
- ماكس بوتشر على موقع دوري كرة القاعدة الرئيسي (الإنجليزية)
- ماكس بوتشر على موقعبيزبول رفرنس.كوم (الدوري الرئيسي) (الإنجليزية)
- ماكس بوتشر على موقعبيزبول رفرنس.كوم (الدوري الثانوي) (الإنجليزية)
- ماكس بوتشر على موقع مشجعي الرسوم البيانية (الإنجليزية)